# Frank Carroll
Frank Carroll (ur. 11 lipca 1938 w Worcester, zm. 9 czerwca 2024) – były amerykański łyżwiarz figurowy, a następnie trener. Trenował między innymi Michelle Kwan oraz Evana Lysacka, który w roku 2010 zdobył złoty medal w kategorii solistów podczas Igrzysk Olimpijskich w Vancouver.

## Życiorys
Frank Carroll wychowywał się w Worcester, w stanie Massachusetts. Kiedy otwarto lodowisko w Worcester, rozpoczął naukę jazdy na lodzie. Po ukończeniu College of the Holy Cross, przeniósł się do Winchester, gdzie trenował u Maribel Vinson Owen, która wraz z córkami zginęła podczas katastrofy samolotu Sabena w 1961 roku.
Największym osiągnięciem Franka Carrolla w amatorskiej karierze łyżwiarskiej był srebrny medal na Mistrzostwach USA juniorów w 1960 roku, za Douglasem Ramsay, który również zginął w katastrofie Sabeny.
Po Mistrzostwach USA Carroll zrezygnował z kariery amatorskiej i zaczął występować w programie rozrywkowym na lodzie Ice Follies, który połączył się w 1979 roku z Holiday on Ice. Frank Carroll jeździł z Ice Follies do roku 1964. Został przyjęty do szkoły prawa na Uniwersytecie w San Francisco, lecz zamierzał podjąć karierę aktora. Wystąpił w kilku filmach, równocześnie dorabiając sobie trenowaniem, co ostatecznie stało się jego zawodem.
Do uczniów Franka Carrolla należeli: Linda Fratianne, Christopher Bowman, Michelle Kwan, Tiffany Chin, Mark Cockerell, Timothy Goebel, Karen Kwan, Nicole Bobek, Angela Nikodinov i Jennifer Kirk.
Jesienią 2001 Michelle Kwan odeszła od Franka Carrolla. W wywiadzie, Kwan stwierdziła, że musi "wziąć odpowiedzialność" za swoją karierę.
W roku 1996 Frank Carroll dołączył do Galerii Sław Łyżwiarstwa Figurowego USA – United States Figure Skating Hall of Fame. Jest pierwszym trenerem łyżwiarstwa figurowego, który uzyskał tytuł Trenera Roku w roku 1997, przyznawany corocznie przez amerykański Komitet Olimpijski najlepszym trenerom.
6 marca 2007 roku ogłoszono, iż Frank Carroll znalazł się w Światowej Galerii Sław Łyżwiarstwa Figurowego – World Figure Skating Hall of Fame.

## Nagrody i odznaczenia
- Światowa Galeria Sławy Łyżwiarstwa Figurowego – 2007[8]
- Amerykańska Galeria Sławy Łyżwiarstwa Figurowego – 1996[9]